# Kōhei Yoshiyuki
Kōhei Yoshiyuki (jap. 吉行 耕平, Yoshiyuki Kōhei; * 1946 in der Präfektur Hiroshima; † 21. Januar 2022) war ein japanischer Mode- und Kunstfotograf. Er arbeitete und lebte in der Nähe von Tokio.
Bekannt geworden ist Yoshiyuki mit der Fotoserie Kōen (公園, dt. „Park“; 1971–79), in der er japanische Paare beim nächtlichen Liebesspiel in öffentlichen Parkanlagen fotografierte. Als Motiv dienten ihm sowohl hetero- wie homosexuelle Paare oder Gruppen. Dazu verwendete Yoshiyuki Infrarotfilme und ein dafür modifiziertes Blitzlicht; das Kameraauge lag genau im toten Winkel der Liebespaare, so dass Yoshiyuki unbemerkt blieb. Allerdings musste er das Vertrauen der Voyeure erlangen, die auch auf den Bildern zu sehen sind, wie sie sich an die Liebespaare heranschleichen. Manche von ihnen greifen auch in die sexuelle Situation ein. In Yoshiyukis Fotografie stehen dementsprechend die Voyeure mehr als die eigentlichen Liebespaare im Vordergrund. Er selbst stellte fest, dass „der Akt des Fotografierens selber voyeuristisch ist“. Das doppelte Spiel von betrachtenden Betrachtern hat sein Vorbild in den Ukiyo-e, japanischen Farbholzschnitten, die Liebespaare beim Verkehr in Anwesenheit von Beobachtern zeigen. Entstanden ist Yoshiyukis Serie im Chūō-Park in Shinjuku.
Die erste Veröffentlichung der Serie 1980 in einer Galerie fand abgedunkelt statt; die Besucher erhielten Blitzgeräte, um den voyeuristischen Bildeffekt zu steigern. Die Ausstellung rief einen Skandal hervor, so dass Yoshiyuki diese Bilder 25 Jahre lang nicht mehr in der Öffentlichkeit zeigte.
Die Serie Kōen wurde in Deutschland zuletzt als Park bei der 5. Berlin Biennale für zeitgenössische Kunst gezeigt.

## Bibliografie
- Document: Kōen (ドキュメント公園, Dokyumento: Kōen, dt. „Dokument: Park“). Sebun Mukku 4. Sebun-sha, Tokyo 1980
- Tōsatsu! Sunahama no Koibito-tachi: Uwasa no Love Island Sennyū Satsueiki (盗撮！砂浜の恋人たち：噂のラブアイランド潜入撮影記, Tōsatsu! Sunahama no koibito-tachi: Uwasa no rabu airando sennyū satsueiki, dt. „Heimliche Aufnahme! Liebespärchen am Sandstrand: Fotografischer Bericht eines Eindringlings auf die Liebesinsel aus den Gerüchten“). Sandē-sha, 1983, ISBN 4-88203-022-5
- Midnight Focus: Mayonaka no Sekigaisen Tōsatsu (ミッドナイト・フォーカス：真夜中の赤外線盗撮, Middonaito fōkasu: Mayonaka no sekigaisen tōsatsu, dt. „Mitternachtsfokus: Heimliche Mitternachtsinfrarotaufnahmen“). Tokuma, Tokyo 1989, ISBN 4-19-503985-1
- Yoshiyuki Kōhei Shashinshū: Sekigai Kōsen (吉行耕平写真集：赤外光線, dt. „Fotosammlung Kōhei Yoshiyuki: Infrarotlicht“). Hokusōsha, Tokyo 1992, ISBN 4-938620-36-7